# Escadrille 3
La Escadrille 3 Les Cigognes ("Le cicogne") era una famosa unità dell'Armée de l'air durante la prima guerra mondiale. 
Per le sue insegne, veniva spesso chiamata "Stork Escadrille N3". 
I piloti del Groupe de Combat 12 hanno adottato il nome e posizionato le immagini delle cicogne sui loro aerei

## Storia
La Escadrille 3 è stata costituita nel luglio del 1912 ad Avord come Escadrille B13, equipaggiata con aerei Blériot XI. 
Ha iniziato la prima guerra mondiale con i Bleriot; tuttavia, il 18 marzo 1915, fu riequipaggiata con velivoli Morane-Saulnier Type L e ridisegnata Escadrille MS3. 
Il Capitaine Felix Brocard assunse il comando il 28 aprile 1915. 
Entro il 20 settembre, era nuovamente equipaggiata nuovamente, questa volta con i Nieuport 10; la sua nuova designazione era Escadrille N3.
Il 16 aprile 1916, l'unità era stata amalgamata nel Groupement de Combat de la Somme, insieme alle Escadrille N26, Escadrille N73 e Escadrille N103. 
Anche le Escadrille N37, Escadrille N62 e Escadrille N65 sono state temporaneamente assegnate al Groupement; le sette unità furono poste sotto il comando di Brocard. 
Il 16 giugno 1916, il capitano Alfred Heurtaux prese il comando dell'Escadrille N3. 
Nel settembre del 1916, il comandante generale della VI Armee lodò l'unità per aver abbattuto 38 aerei nemici e tre palloni d'osservazione tra il 18 marzo e il 18 agosto 1916.
Il 1º novembre 1916, il Groupement temporaneo delle quattro unità originarie fu formalizzato come Groupe de Combat 12; è diventato più comunemente noto come les Cigognes (le cicogne). 
Ancora una volta, l'Escadrille N3 è stata citata, questa volta dal maresciallo Ferdinand Foch, per aver ottenuto 36 vittorie su aerei nemici tra il 19 agosto e il 19 novembre 1916. 
Il marzo successivo, sarebbe di nuovo citata, questa volta per abbattuto 128 velivoli nemici. 
Dal mese di agosto, la Escadrille è stata nuovamente equipaggiata con aerei SPAD S.VII, diventando Escadrille Spa3.
Il 5 dicembre 1918, l'Escadrille Spa3 fu citata per la quarta volta. Questa volta fu accreditata per l'abbattimento di 175 aerei nemici, ed il danneggiamento di altri 100. 
Per questa quarta citazione venne insignita della Médaille militaire e della Croix de Guerre. 
L'eredità della Escadrille continua nell'attuale aviazione francese; è rappresentata dall'uccello in basso sull'emblema dell'Escadron de chasse 1/2 Cigognes.

## Comandanti
- Tenente G. L. A. Bellemois: fino al 27 aprile 1915
- Capitano Antonin Brocard: 28 aprile 1915 – 15 giugno 1916
- Capitano Alfred Heurtaux: 16 giugno 1916 – marzo 1917
- Capitano Albert Auger: marzo 1917 – (morto in azione) 28 giugno 1917
- Capitano Georges Guynemer: 29 giugno 1917 – 5 agosto 1917
- Capitano Alfred Heurteaux: 6 agosto 1917 – (ferito in azione) 3 settembre 1917
- Capitano Georges Guynemer: 4 settembre 1917 – (morto in azione) 12 settembre 1917
- Tenente Georges Raymond: 13 settembre 1917 – settembre 1918
- Tenente Aime Grasset: settembre 1918 – 11 ottobre 1918
- Tenente Jean Dombray: 11 ottobre 1918 -

## Aeroporti
- Avord: luglio 1912
- Cachy: 16 aprile 1916
- Fiandre: 12 luglio 1917

## Piloti degni di nota
- Georges Guynemer (54 vittorie)
- Réne Dorme (23 vittorie)
- Alfred Heurteaux (21 vittorie)
- Frank Baylies (12 vittorie)
- Andre J. Chainat (11 vittorie)
- Albert Deullin (20 vittorie)
- Jean Bozon-Verduraz (11 vittorie)
- Mathieu Tenant de la Tour (9 vittorie)
- Edwin C. Parsons (8 vittorie)
- Alfred Auger (7 vittorie)
- Andre Dubonnet (6 vittorie)
- Louis Risacher (5 vittorie)
- Joseph-Henri Guiget (5 vittorie)
- Georges Raymond (5 vittorie)

## Aerei
- Blériot XI: giugno 1912
- Morane-Saulnier Type L: 18 marzo 1915
- Nieuport 10: dal 20 settembre 1915
- SPAD S.VII: da agosto 1916
- SPAD S.XIII: da luglio 1917
- SPAD S.XIII: da agosto 1917

## Operazioni
Quando la Francia entrò nella prima guerra mondiale, fu unita alla I Armee francese. Successivamente è stato assegnata a supporto delle VI Armee e IV Armee nel settembre 1914; è tornata a supportare la VI Armee in ottobre.
Il 28 gennaio 1917, l'unità fu inquadrata nell'X Armee. Fu trasferita alla VII Armee a marzo. Il 12 luglio venne trasferita a sostenere le Armee nelle Fiandre. Il GC 12, compresa la Escadrille 3, fu nuovamente trasferito ala VI Armee l'11 dicembre 1917.
L'Escadrille 3 ha continuato il suo servizio all'interno del GC 12, quando il gruppo ha effettuato la transizione per supportare la X Armee il 5 giugno 1918; la V Armee il 17 luglio; la Ier Armee il 29 luglio; e la IV Armee il 18 settembre 1918.